# Campeonato Sul-Americano de Voleibol Feminino de 1962
O 5º Campeonato Sul-Americano de Voleibol Feminino foi realizado no ano de 1962 em Santiago, Chile.

## Tabela Final
| Posição | Equipe    |
| ------- | --------- |
|         | Brasil    |
|         | Peru      |
|         | Argentina |
| 4       | Chile     |

## Premiação
| Campeonato Sul-Americano de Voleibol Feminino de 1962 |
| border.                                               |
| ----------------------------------------------------- |
| Brasil (5º título)                                    |